# O plavajočih telesih
O plavajočih telesih (grško starogrško Περὶ τῶν ἐπιπλεόντων σωμάτων: Perí tón epipleónton somáton) je razprava v dveh knjigah starogrškega učenjaka Arhimeda iz Sirakuz (okoli 287 pr. n. št.–212 pr. n. št.). Domneva se, da je bila napisana okoli leta 250 pred n. št. Ohranjen je del razprave v grščini, ostalo pa v latinskem prevodu iz grščine. Razprava je prvo znano delo iz hidrostatike, zato se Arhimeda šteje za njenega ustanovitelja.
Namen študije O plavajočih telesih je bil določiti položaje različnih trdnih teles, plavajočih na tekočinah, v odvisnosti od njihovih oblik in specifičnih tež. V prvi točki razprave je trditev, ki jo sedaj imenujemo Arhimedov zakon.

## Zgodovina
Arhimed je živel v grški mestni državi Sirakuze na Siciliji. Pohvali se lahko s polaganjem temeljev hidrostatike (v razpravi O plavajočih telesih), z matematičnimi izračuni osnov vzvoda pa temelje statike. Kot eden od vodilnih učenjakov klasične antike je razvil zapletena škripčevja, s katerimi se je dalo z majhnim naporom dvigovati zelo velika bremena. Arhimedov vijak je še vedno nepogrešljiv del namakalnih sistemov, njegovi vojni stroji pa so v drugi punski vojni dolgo časa zadrževali rimske oblegovalce Sirakuz.  Arhimed je nasprotoval Aristotelovim trditvam in poudaril, da je nemogoče ločiti matematiko od narave, kar je dokazal  s pretvorbo matematičnih teorij v praktične iznajdbe. 
Edini znani prepis razprave O plavajočih telesih je v Arhimedovem palimpsestu. 

## Vsebina

### Prva knjiga
V prvem delu razprave Arhimed določa različna splošna načela, na primer da bo telo, gostejše od tekočine, potopljeno v tekočini postalo navidezno lažje. Razlika v teži je enaka teži izpodrinjene tekočine. Arhimed opredeljuje zakon o ravnotežju tekočin in dokaže, da bo voda  dobila obliko krogle s središčem v njenem težišču (2. trditev):
- Površina katere koli mirujoče tekočine ima obliko krogle z istim središčem, kot ga ima Zemlja.[3]

Njegova trditev bi lahko bila poskus razložitve  teorije Arhimedovih sodobnikov, na primer astronoma Eratostena, da je Zemlja okrogla. Tekočine, ki jih opisuje Arhimed, niso samogravitirajoče, saj predpostavlja obstoj točke, proti kateri vse stvari padajo, da bi dobile okroglo obliko.
Prva knjiga vsebuje tudi trditev, ki jo danes po njem imenujemo Arhimedov zakon (7. trditev): 
- Trdno telo, težje (pravilno: gostejše) od tekočine, bo potonilo na dno in postalo navidezno lažje za težo izpodrinjene tekočine[4]

ali bolj splošno:
- Na vsako telo, ki je popolnoma ali delno potopljeno v tekočini, deluje navzgor sila (vzgon), ki je enaka teži izpodrinjene tekočine.

Odkril je tudi, da je prostornina izpodrinjene tekočine enaka prostornini potopljenega telesa.  Po izročilu, je ob svojem odkritju od navdušenja  vzkliknil   »Eureka!« (iz grškega starogrško εὕρηκα: heúrēka, našel sem).

### Druga knjiga
Druga knjiga je matematični dosežek brez primere v antiki, s katereim se lahko primerjajo tudi samo redka kasnejša dela.  Knjiga vsebuje podrobno raziskavo stabilnih ravnovesnih položajev pravilnih paraboloidov različnih oblik in gostot, plavajočih na   tekočinah z večjo gostoto, v odvisnosti od geometrije in hidrostatskih pogojev.  Raziskava je omejena na primere, ko je osnovnica  paraboloida v celoti nad tekočino ali popolnoma potopljena. Arhimedovi paraboloidi so verjetno idealizacija oblik ladijskih trupov. V nekaterih primerih je osnovnica paraboloida pod gladino tekočine, njen vrh pa nad njo, podobno kot pri ledenih gorah. 
Drugi del Arhimedove knjige O plavajočih telesih se šteje za njegovo najbolj zrelo ohranjeno delo, pogosto omenjeno kot  tour de force.